# W de Perseu
W de Perseu (W Persei) és un estel variable a la constel·lació de Perseu de magnitud aparent mitjana +9,11. S'hi troba a poc més d'1º de Miram (η Persei) en direcció a la veïna constel·lació de Cassiopea. Hom pensa que és membre de l'Associació estel·lar Perseus OB1, cosa que la situaria a una distància aproximada de 2.300 parsecs —7.600 anys llum— del sistema solar.
W de Perseu és una supergegant vermella de tipus espectral M4.5I amb una temperatura efectiva de 3.550 K. Amb un radi 620 vegades més gran que el radi solar, és una supergegant de grans dimensions (similar a Antares o Betelgeuse), encara que la seva grandària queda lluny de al de VY Canis Majoris o VV Cephei, dos dels estels més grans de la galàxia. El radi de W de Perseu equival a 2,9 ua; si estigués en el lloc del Sol, les òrbites dels primers quatre planetes —Mart inclusivament— quedarien englobades dins de l'estel. Conseqüentment és un estel molt lluminós —la seva magnitud absoluta bolomètrica és -7,1—, brillant amb una lluminositat 58.000 vegades superior a la del Sol.
Catalogada com una variable polsant semiregular SRc, la lluentor de W de Perseu varia entre magnitud +8,7 i +11,3, havent-se detectat dos possibles períodes de 500 ± 40 dies i de 2900 ± 300 dies.